# Düzqışlaq (Ağstafa)
Düzqışlaq è un comune dell'Azerbaigian situato nel distretto di Ağstafa. Conta una popolazione di 1.075 abitanti.